# 해국도지

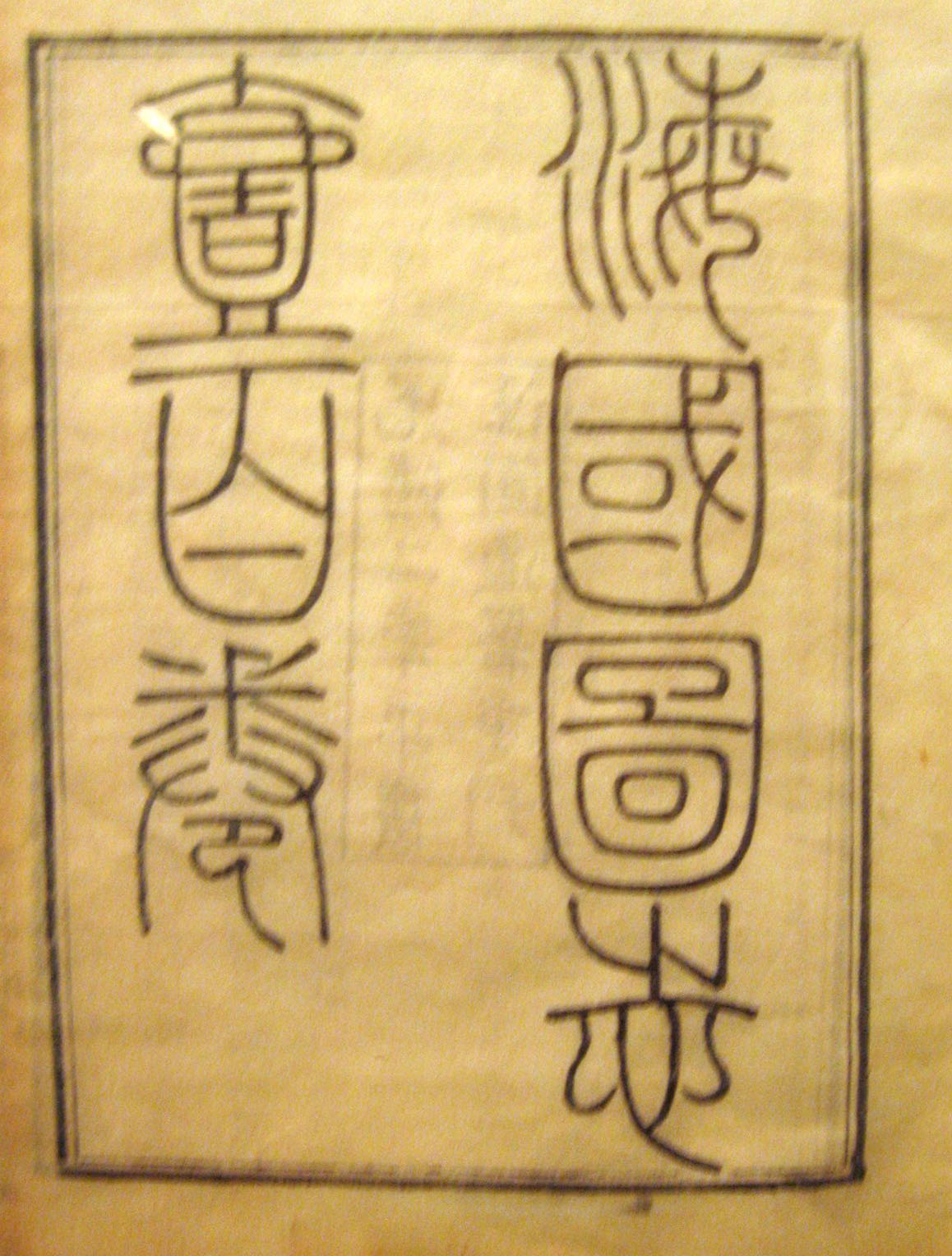

《해국도지》(海國圖志)는 중국 청대 후기의 학자인 위원(魏源)의 저서이다. 1842년에 50권본으로서 간행되었다가 1847년에 60권본, 1852년에 100권본으로 확충되었다. 본서(本書)는 19세기 전반까지의 세계 정세를 논술한 지리서(地理書)로서 임칙서(林則徐)가 광둥 재임중에 편찬한 세계지리 역서(譯書)인 <사주지(四洲志)>를 근본으로 하여 내외(內外)의 지리자료를 참조하면서 내용을 증보한 것이다. 내용은 도(圖)와 지(志)로 나누어 꾸며졌는데, 아편전쟁의 경험에 의거한 해방론(海防論)과 세계의 지리, 각국의 연혁을 기술하고 있다. 위원은 아편전쟁을 계기로 민족적 위기를 자각하고, 서양의 장점을 취하여 서양에 대항하는 도(道)를 강구하기 위하여 본서를 만든 것이다. 본서는 중국인의 세계 인식에 획기적 역할을 수행하였다.